# Allgäuhalle

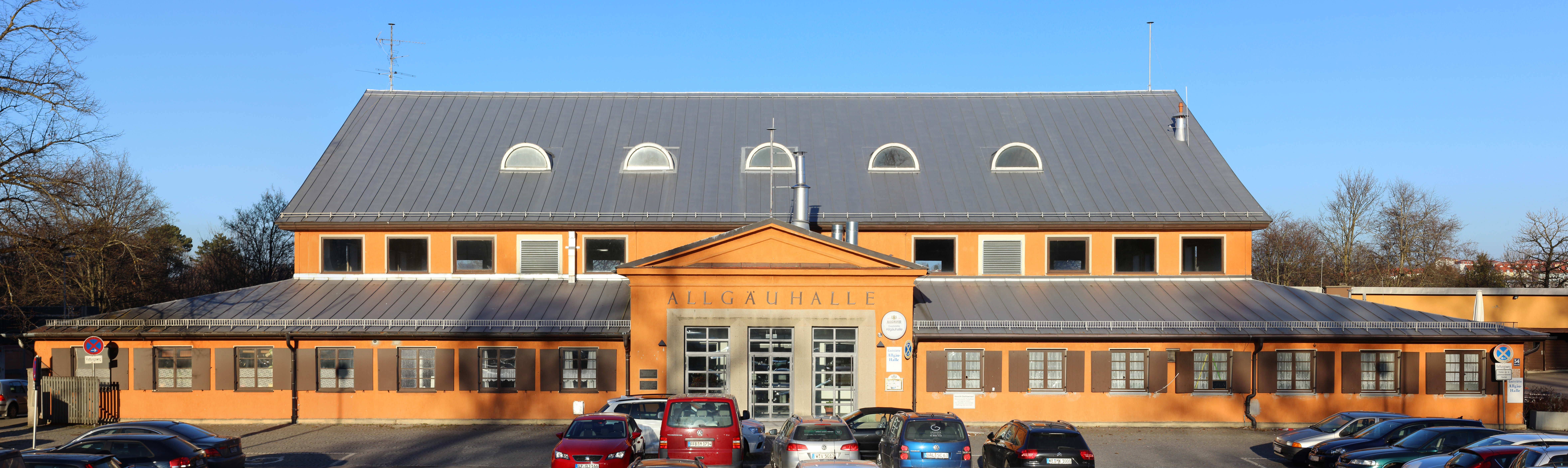
Die Allgäuhalle in Kempten (Allgäu)

Die Allgäuhalle ist eine Mehrzweckhalle in Kempten (Allgäu). Sie wurde 1928 als Tierzuchthalle als Zweckbau der Architekten Heydecker errichtet. Sie war die erste Einrichtung dieser Art in Süddeutschland. Neben der Viehzucht war sie auch für Sport- und Großveranstaltungen gedacht. Im November 2015 wurde die Eintragung als Baudenkmal (Hallen und Stier) bekanntgegeben.

## Geschichte und Architektur

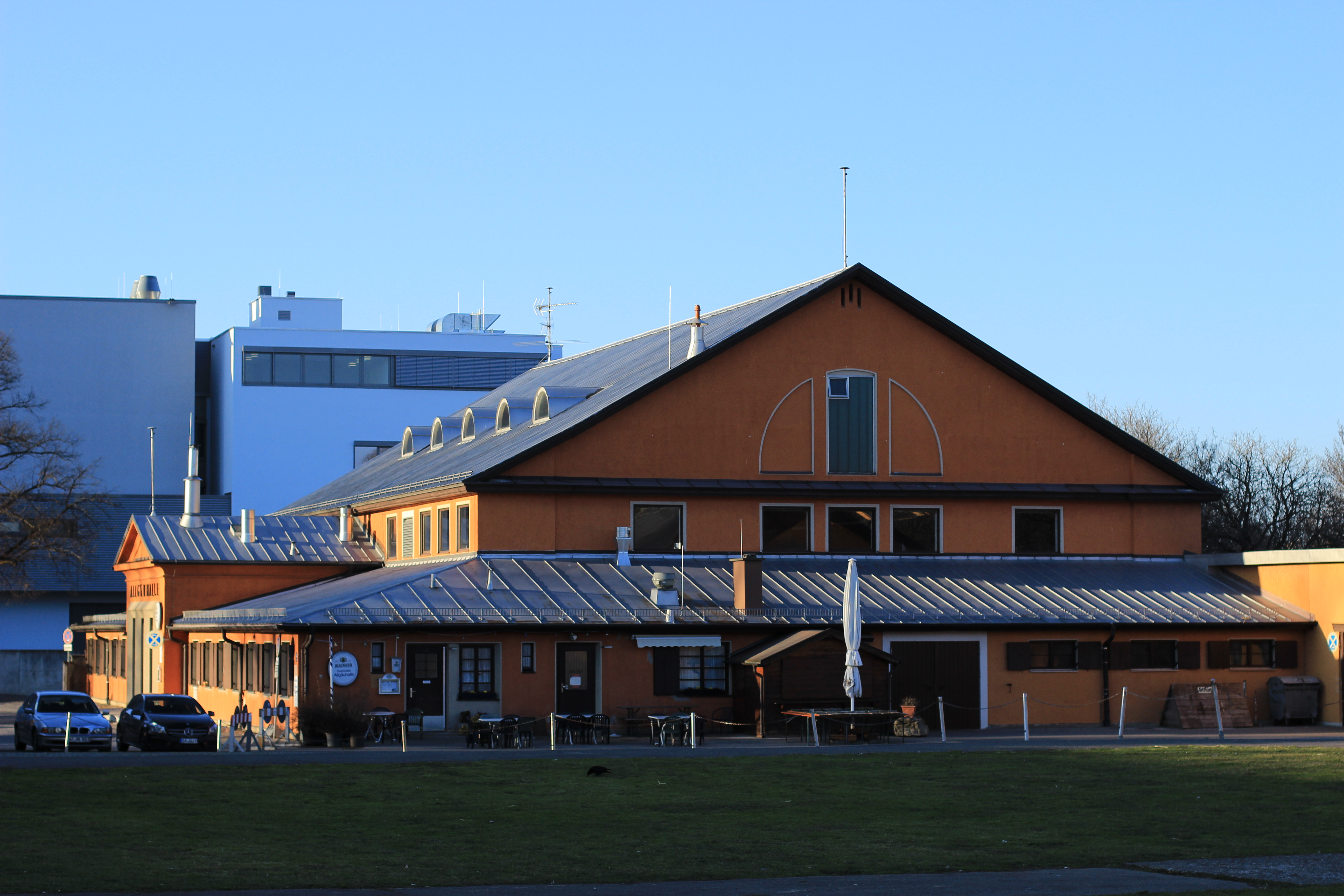
Seitenansicht auf die Allgäuhalle

Das Bauwerk wurde auf dem ehemaligen Viehmarktplatz der Stadt auf Initiative des Bürgermeisters Otto Merkt errichtet und am 18. September 1928 eingeweiht. Zweck der Anlage war hauptsächlich der wettergeschützte Handel mit Zuchtvieh.

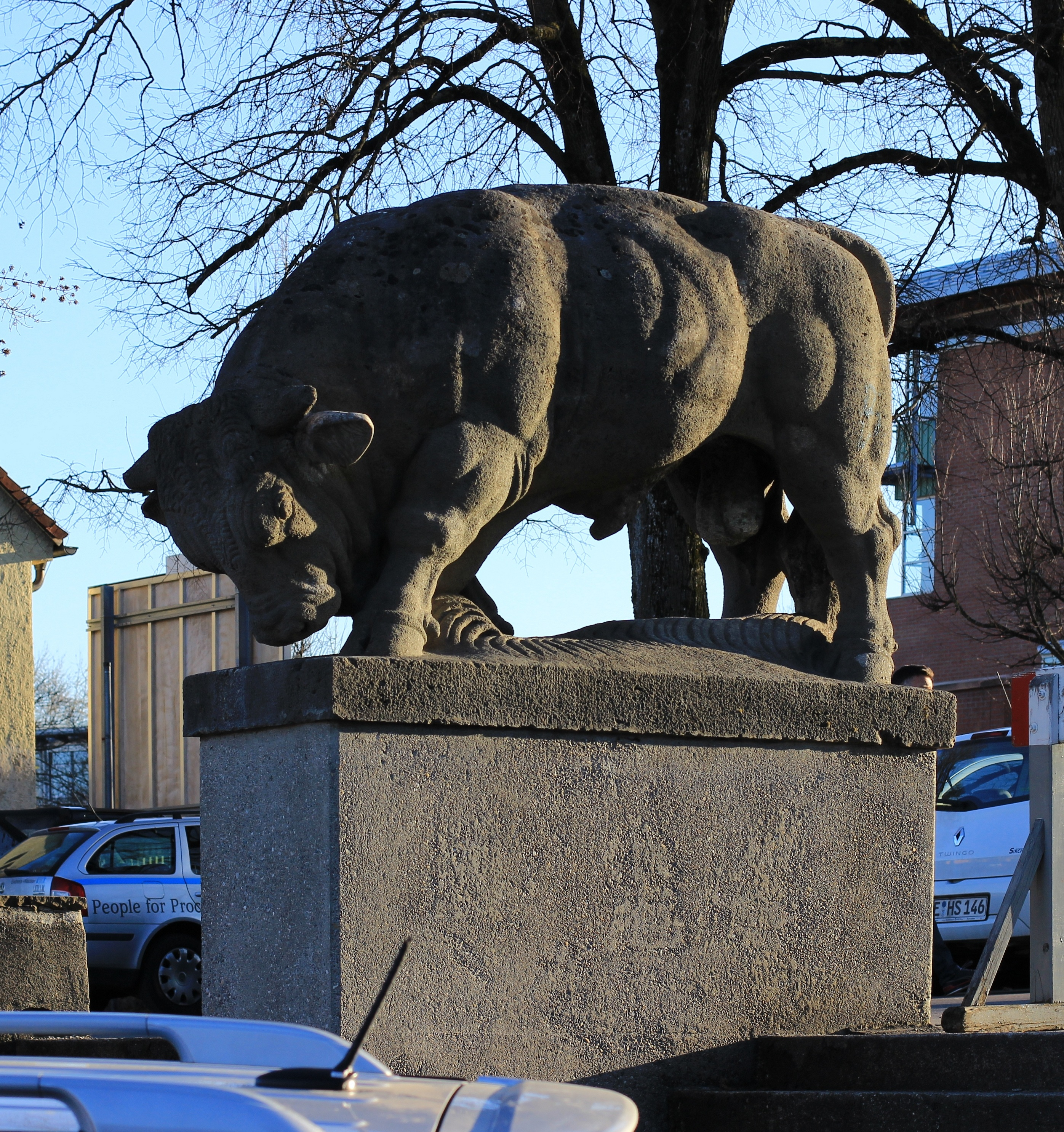
Der Stier Roman als Tierzuchtdenkmal

Erbaut wurde eine imposante und zugleich festliche, gut durchleuchtete Halle mit einer hölzernen Umzäunung. Der Eingangsbereich zu dem Gelände war mit einem Kassenkiosk versehen. Von diesem Eingang führt eine Freitreppe hinunter zur Tierzuchthalle. Umgeben ist die Treppe von zwei Straßenzügen. In der Mitte der Freitreppe wurde auf einem Sockel ein „Tierzuchtdenkmal“ platziert.
Der Zuschauerraum, der Platz für etwa 1000 Personen bietet, wurde amphitheatralisch errichtet und ursprünglich vom Kunstmaler Franz Weiß mit Wandmalereien ausgestattet. In der zentralen Fläche befindet sich der Vorführplatz („Arena“) und das Versteigerungspodium. Dieser Großraum wird durch Dachfenster ausgeleuchtet. Ringsum, abgetrennt vom Ausstellungssaal, befinden sich einzelne Stallungen, die für eine genaue Begutachtung des Viehs dienen.

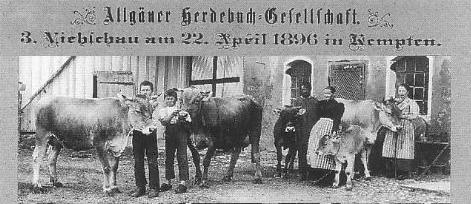
Viehschau der Allgäuer Herdebuch-Gesellschaft im Jahr 1896

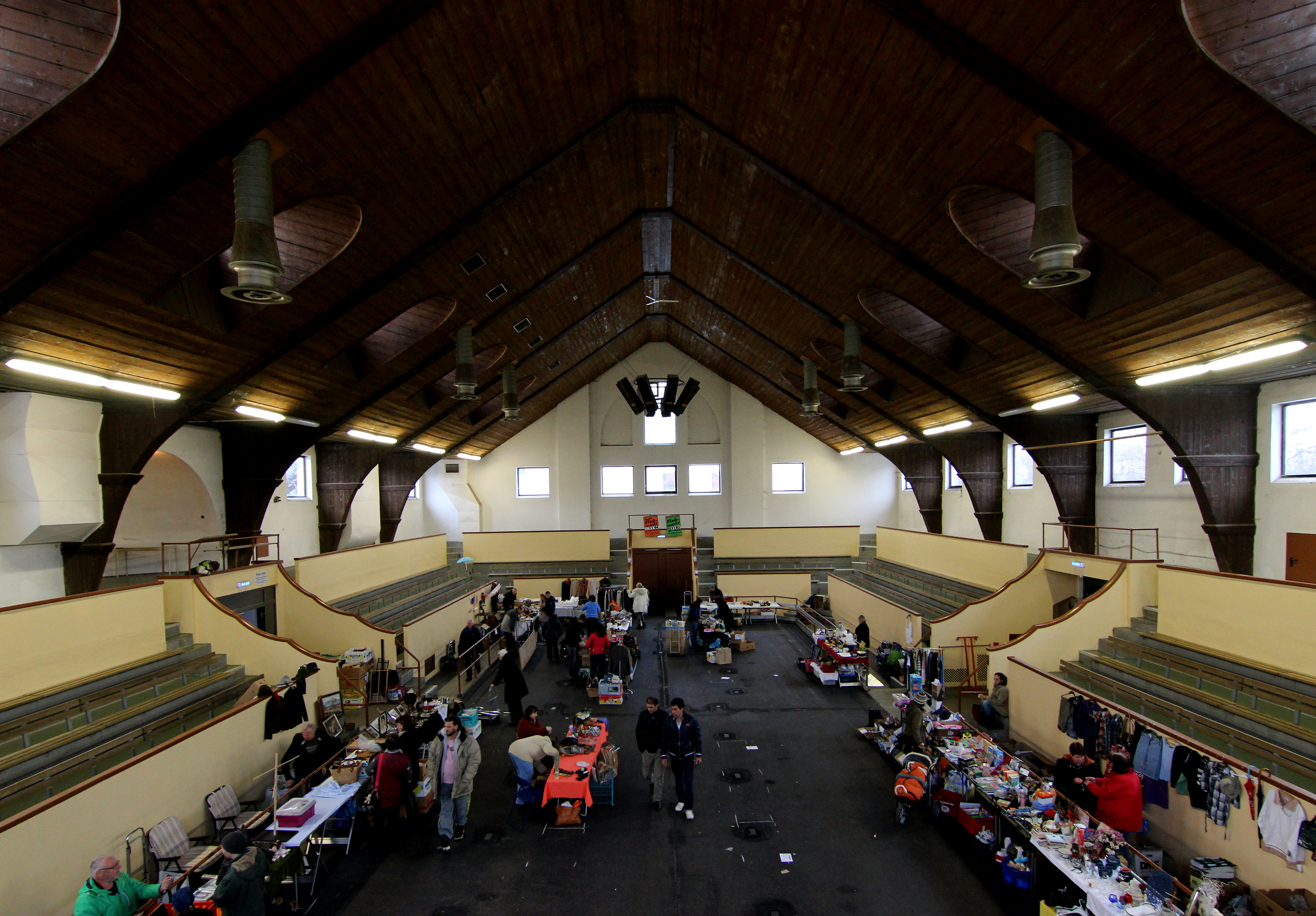
Innenansicht in die Allgäuhalle

Bereits kurz nach der Inbetriebnahme des Auktionshauses, das von der Allgäuer Herdebuchgesellschaft, des Oberbayerischen Zuchtverbands, des Württemberger Braunvieh-Zuchtverbandes und des Zuchtverbandes fürs Norische Pferd verwendet wurde, zeigte sich die Tierzuchthalle eher als Verlustbetrieb und ging nach dem Konkurs in die Hände der Stadt über. Kritiker nannten das kunstvoll errichtete Gebäude aus diesen Gründen „Mollahotel“, also Stierhotel.
1931 wurde südlich der Tierzuchthalle ein großes Stallgebäude (Halle 2) errichtet, beide Gebäude sind mit einem überdachten Gang verbunden. Die Halle 2 ist mit einem Zollingerdach versehen.
Im Rahmen seines Wahlkampfs hatte Adolf Hitler vom 3. bis zum 30. Juli 1932 insgesamt 53 öffentliche Auftritte, u. a. an der Kemptener Tierzuchthalle. Laut polizeilichen Angaben besuchten etwa 15.000 bis 18.000 Menschen die 30-minütige Rede von Hitler am 30. Juli 1932 auf dem weiträumigen Gelände der Tierzuchthalle. Der Völkische Beobachter spricht gar von 30.000 Besuchern. Die Rede wurde über damals moderne, große Lautsprecher übertragen und war durch Polizeikräfte abgesichert. Die Teilnehmer der Kundgebung waren aus dem Allgäu, aber auch aus Vorarlberg, dem Bodenseeraum und Schwaben angereist.
Das KZ-Außenlager Kempten war ab 15. September 1943 eines der 169 Außenlager des Konzentrationslagers Dachau, in welchem Häftlinge (hauptsächlich politische Gefangene) Zwangsarbeit verrichten mussten. Es befand sich zunächst in der Spinnerei und Weberei Kempten unterhalb der Tierzuchthalle an der Iller, wurde zum April 1944 jedoch in dieser untergebracht. Heute erinnert eine Wandtafel an der Außenfassade an die dort untergebrachten Zwangsarbeiter. Nach Aussagen von Inhaftierten waren dort zunächst 200 Menschen untergebracht, darunter Polen, Russen, Italiener, Jugoslawen und Tschechoslowaken. Nachdem im August 300 bis 350 Franzosen hinzugekommen waren, waren es schließlich 500 bis 600 Kriegsgefangene. Bei der Tierzuchthalle gab es keine zusätzliche Einzäunung, sie war nur durch Posten gesichert, die auf der obersten Tribünenstufe in der Halle platziert waren. Außer bei Fliegeralarm brannte das Licht in der Halle den ganzen Tag.
Bei den Tribünenstufen wurden die Rückenlehnen abmontiert und mit Tischen und Stühlen zugestellt. In der Arena reihten sich Doppelstockbetten. Augenzeugen erinnern sich, dass die französischen Häftlinge vom Rest getrennt waren. Die Franzosen wurden im Elefantenstall weiter südlich untergebracht. Überliefert ist, dass Circus Krone von März 1943 bis April 1944 die sogenannte Halle 2 zur Unterbringung von Elefanten und Rassepferden diente.
Nach dem Zweiten Weltkrieg wurde die Tierzuchthalle als Flüchtlingsunterkunft verwendet. Danach etablierte sich ab den 1950er Jahren der Name „Allgäuhalle“ für den Zweckbau. Noch bis 1970 wurde das Gebäude als Tierzuchthalle amtlich bezeichnet. Im Jahr 1974 tauchte der Name „Allgäuhalle“ im amtlichen Straßenverzeichnis auf. Die Umbenennung hängt mit einem versuchten Imagewechsel von der Tierzucht- zur Veranstaltungshalle zusammen, zudem sah man den Begriff „Allgäu“ besser zur Vermarktung der Räume geeignet an.

## Tierzuchtdenkmal

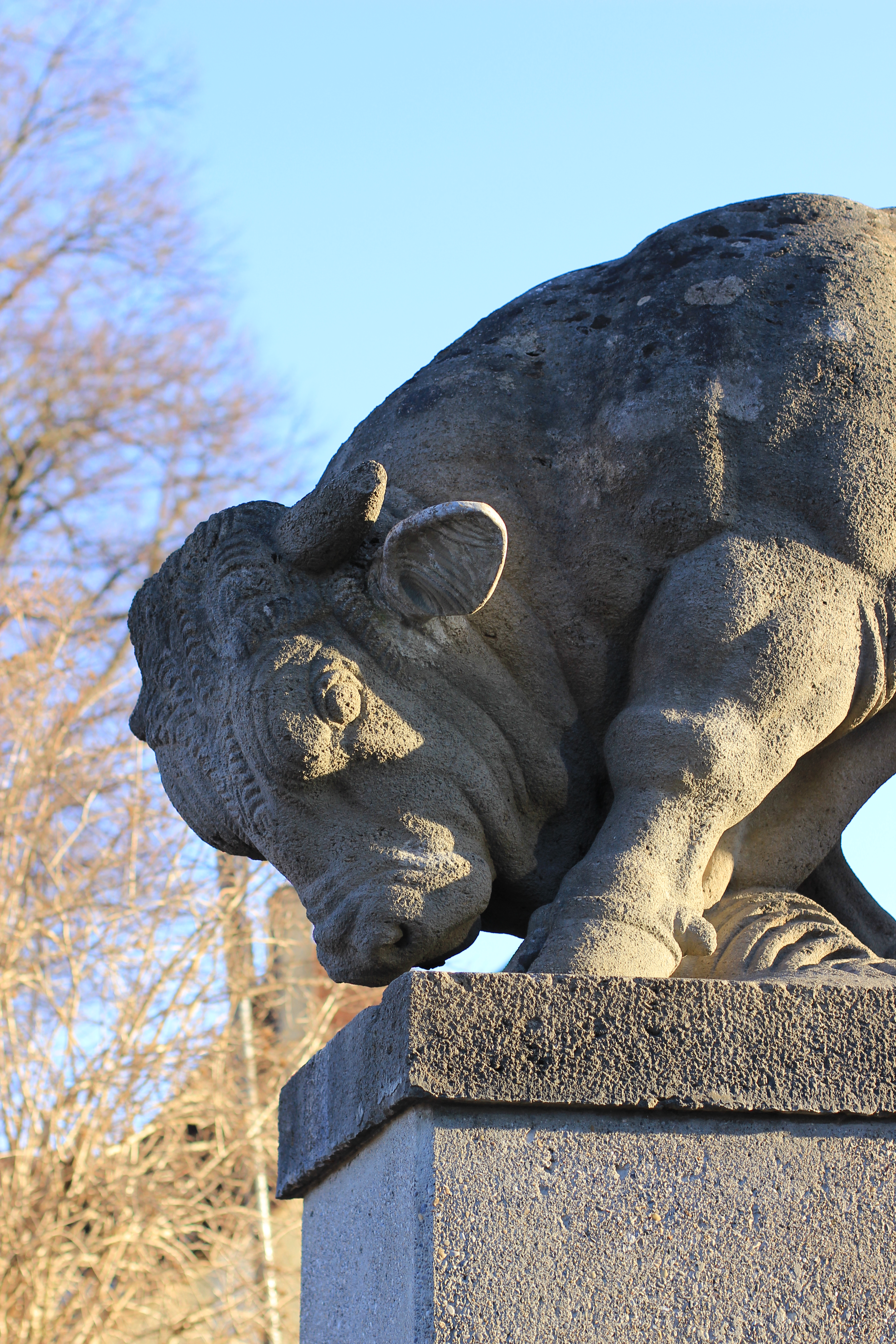
Kopf des Stiers
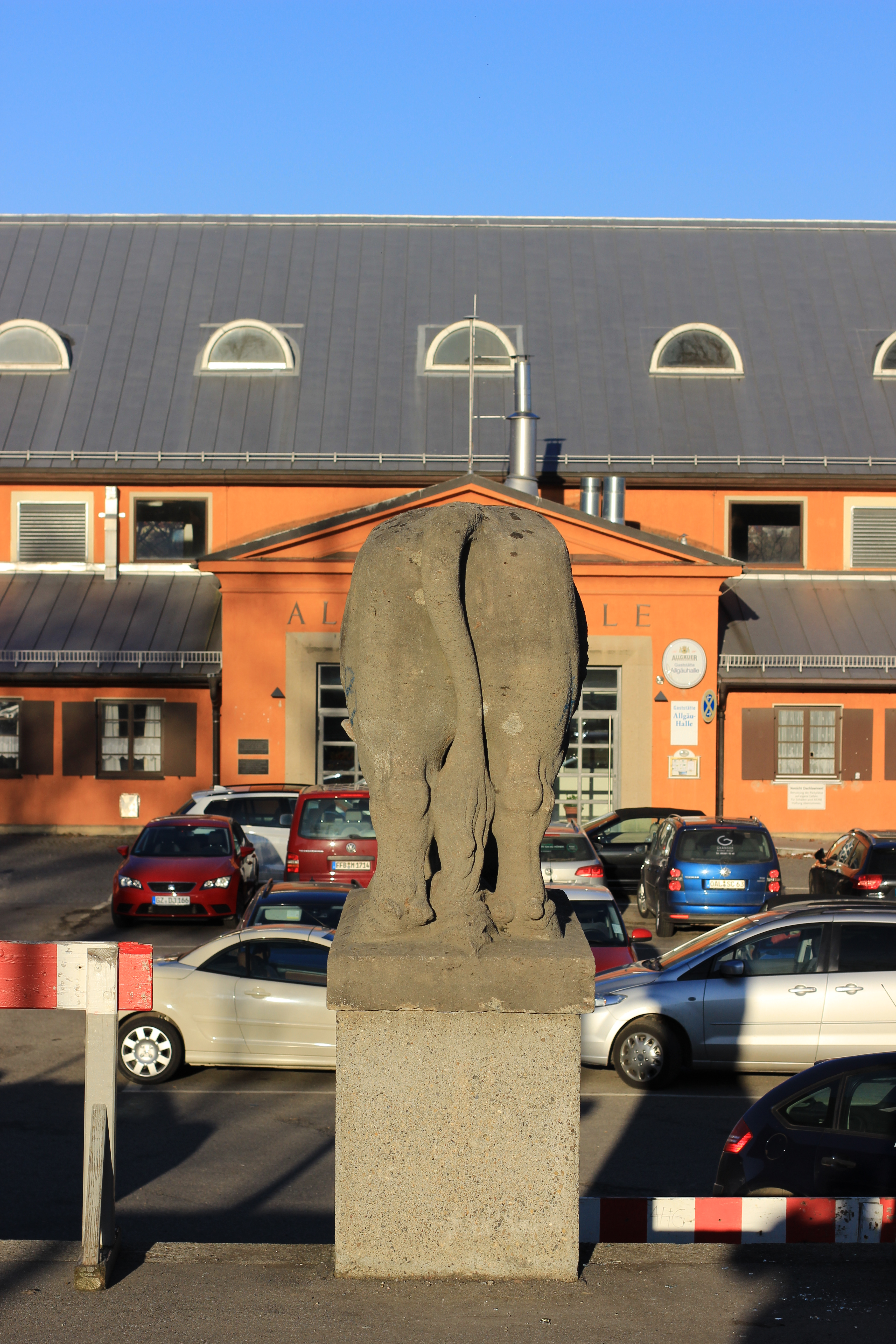
Grüßendes Hinterteil des Stiers

Mit dem Stier Roman, einer aus Muschelkalk geschlagenen Skulptur von Ludwig Eberle, ist das erste Tierzuchtdenkmal in Deutschland bezeugt. Das Denkmal steht auf einem Steinsockel in Blickrichtung zur großen Halle, das Hinterteil ist zum Haupteingangsbereich des Areals orientiert. Das Modell für die monumentale Skulptur hieß Roman und war im Besitz eines Gutsbesitzers in Weitnau. Eberle tätigte in Weitnau an diesem Stier plastische und zeichnerische Studien und schlug in seinem Atelier am Park Biederstein in München seine Entwürfe in Stein.
Nach der Aufstellung in Kempten war Eberle vor Ort noch rund zwei Wochen an einem Feinschliff an der etwa 2,5 Tonnen schweren Skulptur tätig.
Bis in das Jahr 1969 lag der Alte Kemptener Hauptbahnhof in direkter Nachbarschaft zur Allgäuhalle. Reisende in den Zugwaggons wurden daher bei der Ein- und Ausfahrt in den Kopfbahnhof immer mit dem Hinterteil des Stiers begrüßt und verabschiedet.

## Nutzung
Die Allgäuhalle wird für diverse Auktionen und Körungen verwendet. Regelmäßig fanden bis zur Fertigstellung der benachbarten Bigbox Allgäu auch Musikveranstaltungen statt, somit diente die Allgäuhalle auch als Stadthalle. Versteigerungen, Floh- und Hobbymärkte sowie Eisenbahnausstellungen ergänzen den Veranstaltungskalender. Auf dem weiträumigen Gelände, das überwiegend als Parkplatz von Schülern des nahe liegenden Beruflichen Schulzentrums verwendet wird, finden zeitweise auch Zirkusbetriebe ihren Platz.